# Минин, Василий Афанасьевич
Василий Афанасьевич Минин (23 августа 1909, Бабино, Тверская губерния — 21 марта 1988, Москва) — автоматчик 61-й гвардейской Свердловско-Львовской Краснознаменной орденов Суворова и Богдана Хмельницкого танковой бригады 10-го гвардейского Уральско-Львовского танкового корпуса 4-й гвардейской танковой армии 1-го Украинского фронта.

## Биография
Родился 23 августа 1909 года в деревне Бабино (ныне — Удомельского района Тверской области).
В Красной Армии служил с 1931 по 1935 годы. Работал слесарем, токарем.
С началом Великой Отечественной войны был эвакуирован в Свердловск, где продолжил работать на заводе. Однако, в 1943 году добровольно ушел на фронт. Попал в 30-й Уральский добровольческий танковый корпус, где стал разведчиком. Участвовал в боях на Курской дуге и освобождении Украины.
5 марта 1944 года у села Марьяновка в составе группы уничтожил до 15 противников, ещё около двадцати было взято в плен. На следующий день отметился захватом штабной машины с документами. 25 марта у города Каменец-Подольский обеспечили продвижение танков через мост после того, как уничтожили прикрывающий немецкий отряд. Приказом от 29 марта 1944 года за мужество и отвагу проявленные в бою гвардии сержант Минин Василий Афанасьевич награждён орденом Славы 3-й степени.
27 июля — 4 августа на территории Львовской области отметился ценными сведениями о противнике. Уничтожил 9 врагов. Приказом от 23 сентября 1944 года за мужество и отвагу проявленные в бою гвардии сержант Минин Василий Афанасьевич награждён орденом Славы 2-й степени.
13 января 1945 года у Лисув обозначил огневые точки немцев, после чего те были уничтожены советской артиллерией. 19 апреля провел разведку в городе Люккау, что способствовало правильной подготовке советских подразделений к последовавшему бою. Указом Президиума Верховного Совета СССР от 27 июня 1945 года за исключительное мужество, отвагу и бесстрашие, проявленные на заключительном этапе Великой Отечественной войны в боях с вражескими захватчиками гвардии старший сержант Минин Василий Афанасьевич награждён орденом Славы 1-й степени. Стал полным кавалером ордена Славы.
В 1945 году демобилизован. Жил в Москве. Умер 21 марта 1988 года. Похоронен на Преображенском кладбище.